# Giuliano (Fußballspieler, 1990)
Giuliano (* 31. Mai 1990 in Curitiba; voller Name Giuliano Victor de Paula) ist ein brasilianischer Fußballspieler, der beim FC Santos unter Vertrag steht.

## Karriere

### Verein
Giulianos Karriere begann beim brasilianischen Klub Paraná Clube, die ihm am 13. Februar 2007 einen Profi-Vertrag anboten. 2009 wechselte er zum SC Internacional nach Porto Alegre und gab sein Debüt am 2. November 2009. Am 18. August 2010 gewann er mit seinem Team den Copa Libertadores, durch einen 3:2-Sieg gegen Deportivo Guadalajara. Dabei schoss Giuliano kurz vor Schluss das Tor zum zwischenzeitlichen 3:1 und wurde zum Besten Spieler des Copa Libertadores 2010 gewählt.
Zu Beginn der Saison 2010/11 wechselte er zum ukrainischen Erstligisten Dnipro Dnipropetrowsk. Anfang Juli 2014 wechselte er zurück in seine Heimat zu Grêmio FBPA. Ein Jahr später erwarb Zenit Sankt Petersburg, um bereits im August 2017 in die Türkei zu Fenerbahçe Istanbul gehen. Bei Fenerbahçe blieb Giuliano bis Saisonende 2017/18, dann er zum al-Nasr FC| nach Saudi-Arabien. Im Oktober 2020 kehrte der Spieler in die Türkei zurück, wo er bei Istanbul Başakşehir FK unterzeichnete.
Im Juli 2021 ging Giuliano zurück in seine Heimat und nahm dort ein Angebot vom SC Corinthians an. Der Kontrakt erhielt eine Laufzeit bis Jahresende 2023. Nach Ablauf des Vertrages wechselte er Anfang Januar 2024 zum FC Santos.

### Nationalmannschaft
Giuliano spielte 2009 für die brasilianische Mannschaft bei der U-20-Fußball-Weltmeisterschaft und erreichte dort das Finale, verlor dort allerdings im Elfmeterschießen gegen Ghana. Er erhielt dort den Bronzenen Ball als Auszeichnung. Im selben Jahr gewann er mit seinem Team die U-20-Fußball-Südamerikameisterschaft.

## Erfolge
Brasilien U-20
- U-20-Fußball-Weltmeisterschaft (Platz 2): 2009
- U-20-Fußball-Südamerikameisterschaft: 2009

Internacional
- Staatsmeisterschaft von Rio Grande do Sul: 2009
- Copa Libertadores: 2010

al-Nasr FC
- Saudi Professional League: 2018/19
- Saudi-arabischer Fußball-Supercup: 2019

Santos
- Série B: 2024

## Auszeichnungen
- Torschützenkönig der UEFA Europa League: 2017
- Bronzener Ball: 2009
- Auszeichnung Bester Spieler der Copa Libertadores 2010